# Frazer Nash
Ne doit pas être confondu avec Nash Motors.
Frazer Nash était un constructeur anglais de voitures de sport et de course. Fondée en 1922 par Archibald Frazer-Nash et Henry Ronald Godfrey, la marque (rebaptisée AFN Limited en 1927) fut reprise par les frères Aldington en 1929. Jusqu'à la Seconde Guerre mondiale, la compagnie produisit des véhicules à transmission par chaîne, mais importa également des BMW, commercialisées sous l'appellation Frazer Nash-BMW. Après guerre, les frères Aldington acquirent les droits de BMW, et produisirent des voitures de sport à moteur BMW, moteur produit à l'usine Bristol sous cette appellation. La production cessa en 1957, AFN Limited devenant alors concessionnaire Porsche pour la Grande-Bretagne.

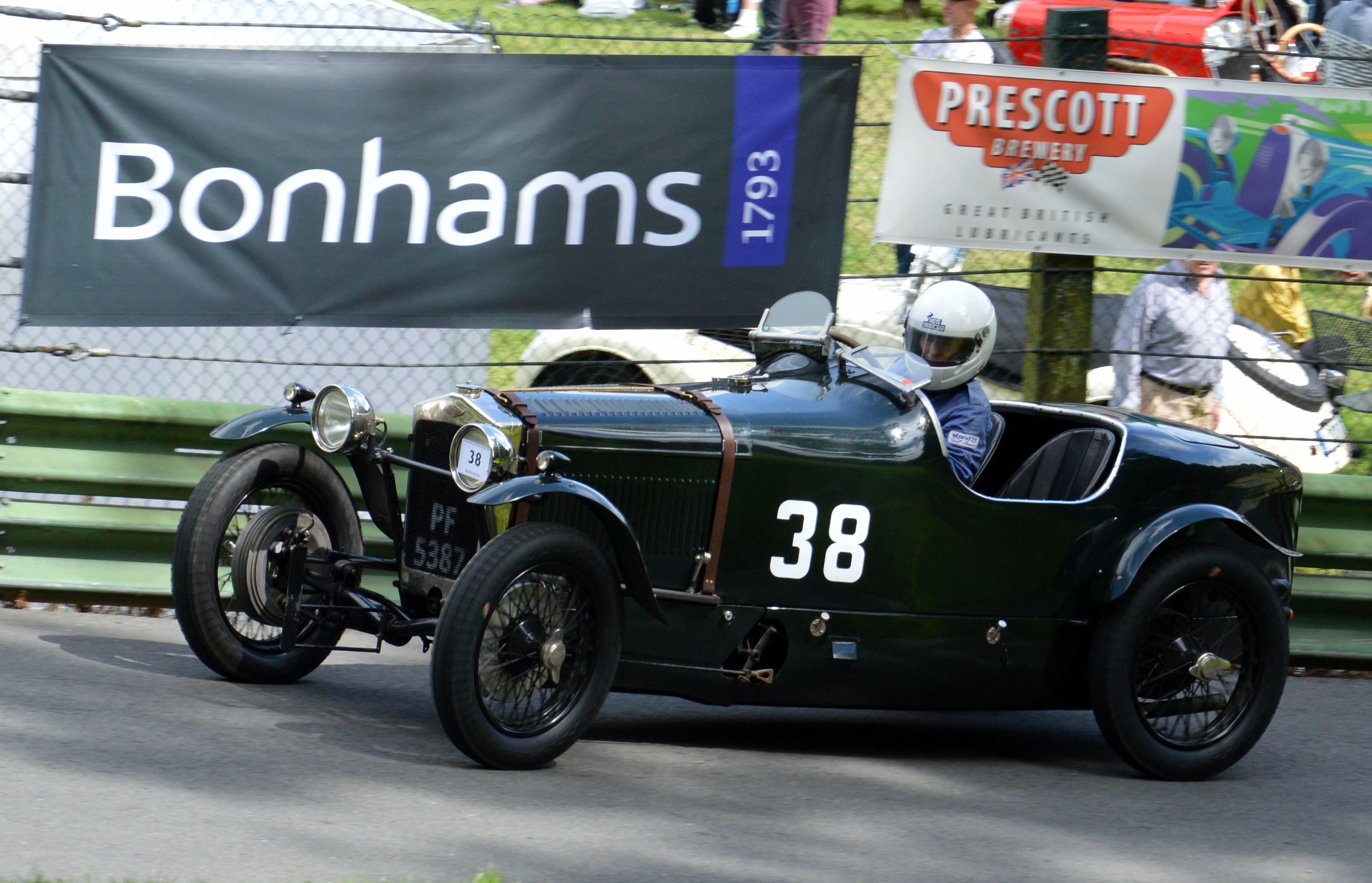
Frazer Nash Bolougne Vitesse (1926-1929), en course de côte.

## Résultats en championnat du monde de Formule 1

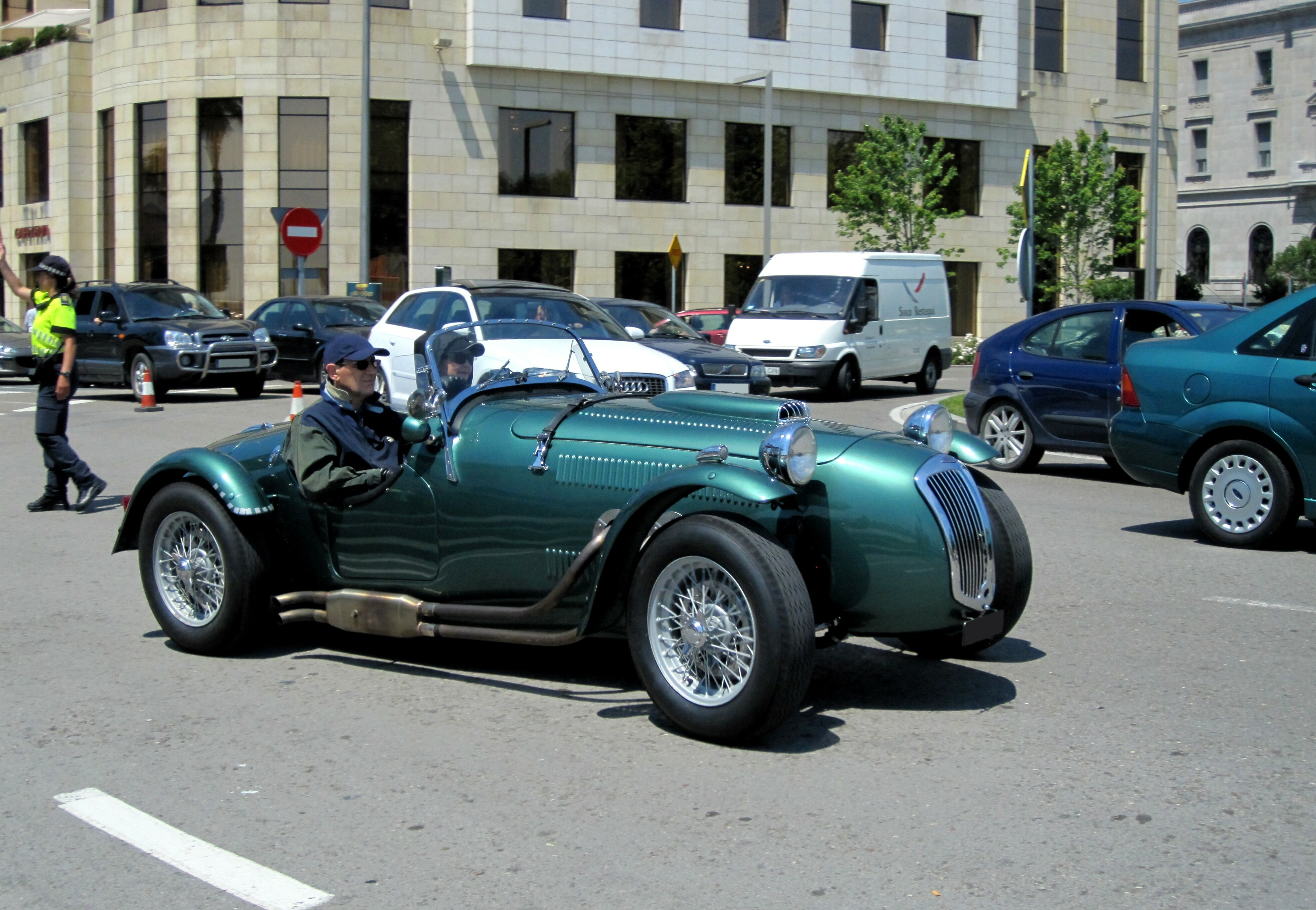
Frazer Nash Le Mans Replica.

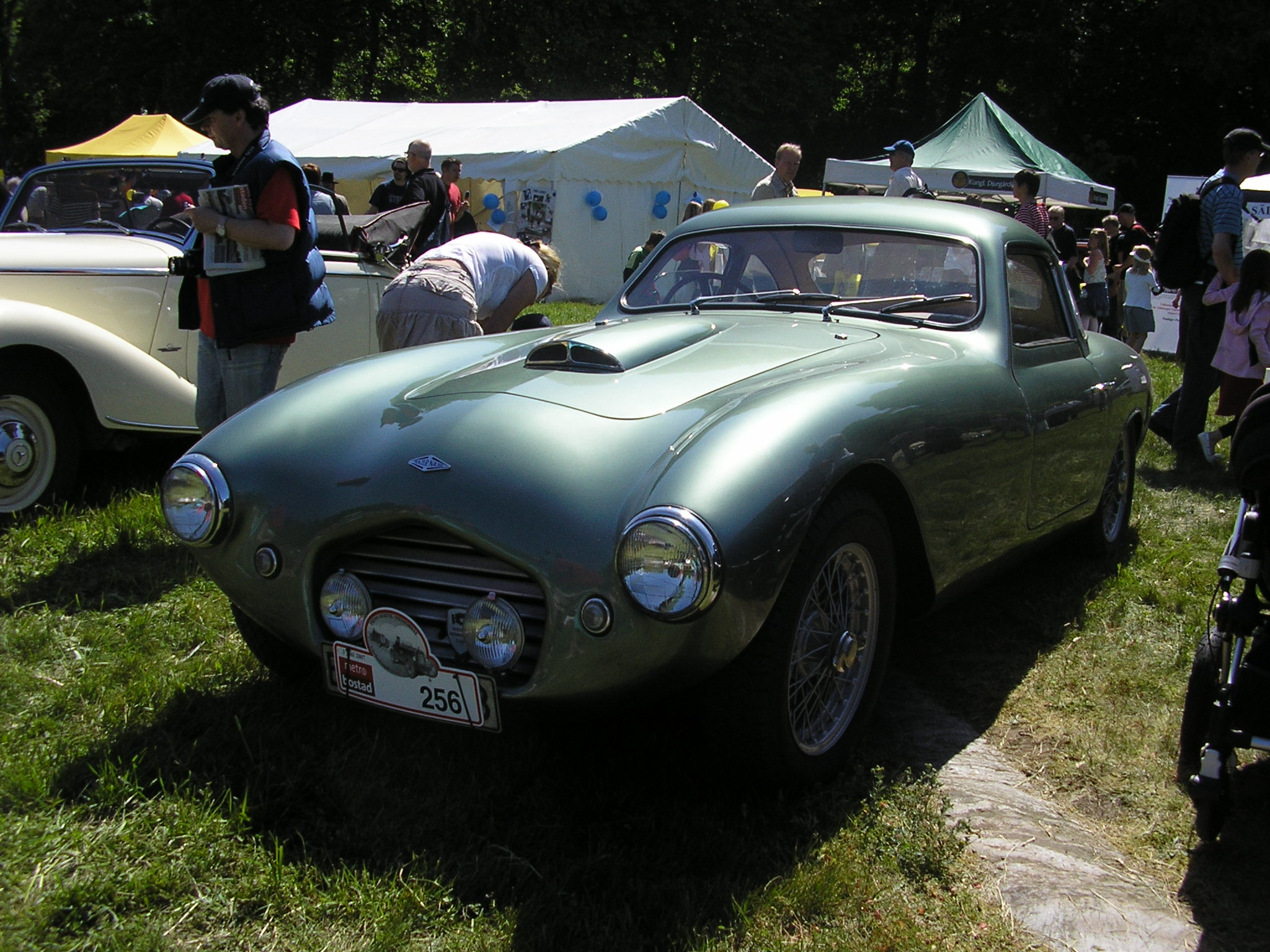
1955 Frazer Nash Le Mans Touring Coupé (de 1955).

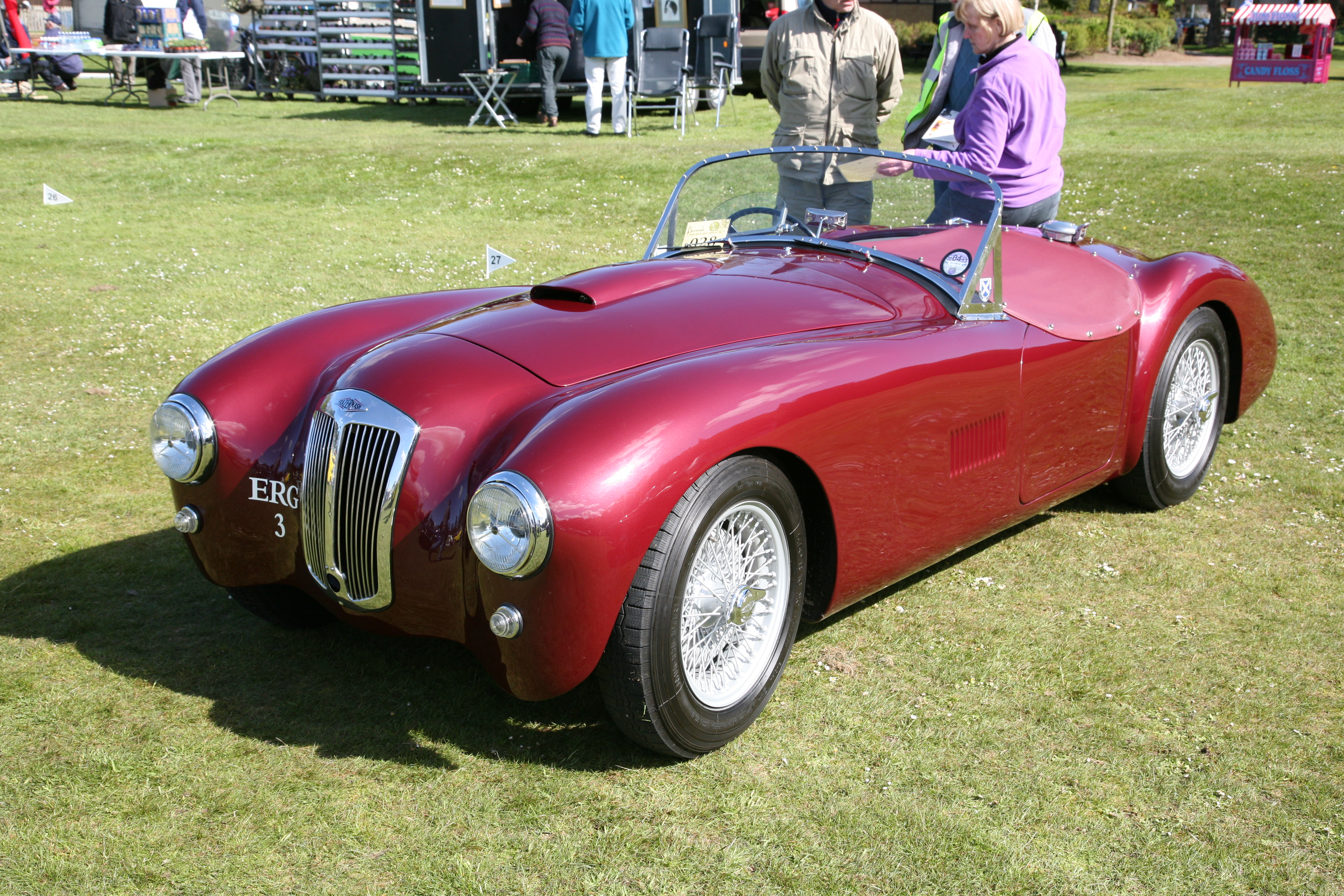
Frazer Nash Mille Miglia (1950-1960 en courses).

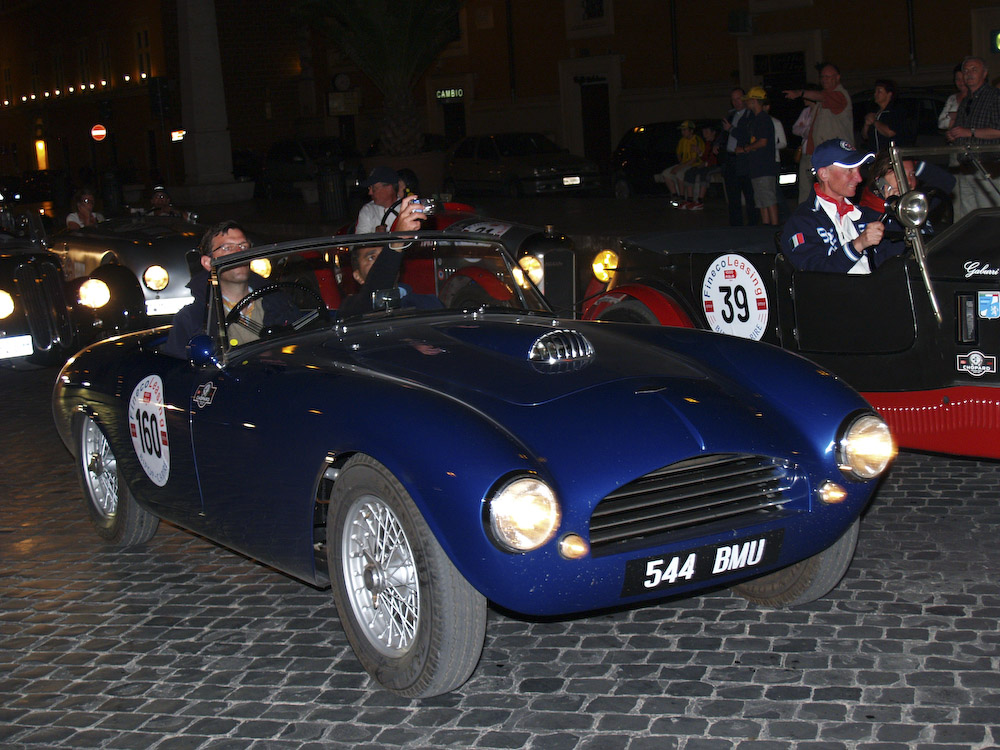
Frazer Nash Targa Florio (1953-1958 en courses).

| Saison | Écurie           | Châssis                          | Moteur           | Pneus  | Pilotes                | Grands Prix disputés | Points inscrits | Classement |
| ------ | ---------------- | -------------------------------- | ---------------- | ------ | ---------------------- | -------------------- | --------------- | ---------- |
| 1952   | Scuderia Franera | Frazer Nash FN48 Frazer Nash 421 | Bristol 6 à plat | Dunlop | Ken Wharton Tony Crook | 4                    | 0               | -          |

| Saison | Écurie           | Châssis  | Moteur  | Pneumatiques | Pilotes     | Courses | Courses | Courses | Courses | Courses | Courses | Courses | Courses | Points inscrits | Classement |
| Saison | Écurie           | Châssis  | Moteur  | Pneumatiques | Pilotes     | 1       | 2       | 3       | 4       | 5       | 6       | 7       | 8       | Points inscrits | Classement |
| ------ | ---------------- | -------- | ------- | ------------ | ----------- | ------- | ------- | ------- | ------- | ------- | ------- | ------- | ------- | --------------- | ---------- |
| 1952   | Scuderia Franera | FN48 421 | Bristol | Dunlop       |             | SUI     | 500     | BEL     | FRA     | GBR     | ALL     | P-B     | ITA     | -               | -          |
| 1952   | Scuderia Franera | FN48 421 | Bristol | Dunlop       | Ken Wharton | 4e      |         | Abd     |         |         |         | Abd     |         | -               | -          |
| 1952   | Scuderia Franera | FN48 421 | Bristol | Dunlop       | Tony Crook  |         |         |         |         | 21e     |         |         |         | -               | -          |

Légende : ici

## Palmarès notable avant-guerre (dès 1926)
- Course de côte de Shelsley Walsh à sept reprises (six fois Basil Davenport sur Frazer Nash Bolougne Vitesse entre 1927 et 1929, une fois Richard Nash en 1931, et une fois A. F. P. Fane en 1937);
- Coupe Internationale des Alpes 1933 sans pénalité (H..J.Aldington);
- National Donington scratch 1936 (A. F. P. Fane)[2];
- 1937 (avril), Sammy Davis conduit une Frazer Nash-BMW à une vitesse moyenne horaire de 164.51 kilomètres, à Brooklands;
- Imperial Plate 1938 (A. F. P. Lane);
  - 3e du RAC Tourist Trophy 1936 (A. F. P. Fane);

## Palmarès notable de la Frazer Nash Le Mans Replica (puis Touring Coupé)
- British Empire Trophy 1951 (Moss);
- GP de Pergusa 1951 (Franco Cortese);
- Targa Florio 1951 (Franco Cortese pour la Scuderia Ambrosiana);
- 12 Heures de Sebring 1952 (Kulok et Grey, pour J. S. Donaldson);
- courses féminines: Bakersfield 1954 et Santa Barbara 1956 (Marion Lowe), Torrey Pines Road Races 1956 (Pat Sawyer);
- National Brands Hatch Production 1957 et 1958; 
  - 3e des  24 Heures du Mans 1949 (Aldington et Culpan pour Mme P. Trevelyan);
  - 10e des 24 Heures du Mans 1952 (Peacock et Ruddock pour Mme P. Trevelyan);
  - 11e des 24 Heures du Mans 1954 (Gatsonides et Becquart, sur Touring Coupé pour Frazer Nash Ltd.);
  - 13e des 24 Heures du Mans 1953 (Wharton et Mitchell sur Touring Coupé, pour Frazer Nash Ltd.);
  - 14e des 24 Heures du Mans 1951 (Winterbottom et Marshall pour Frazer Nash Ltd.);

## De la Frazer Nash Mille Miglia
- SCCA National Watkins Glen 1959 (B.A. Miske)[3]; 
  - 9e des 24 Heures du Mans 1950 (Mathieson et Richard Stoop pour H.J. Aldington);

## Et de la Frazer Nash Sebring
- National Snetterton 1956 (Stoop)[4];
  - 10e des 24 Heures du Mans 1955 (Becquart et Stoop, sur Sebring pour Frazer Nash Ltd.[5]).